# Успенка (Тяжинский район)
Успенка — упразднённая деревня в Тяжинском районе Кемеровской области. На момент упразднения входила в состав Преображенского сельсовета. Исключена из учётных данных в 1997 году.

## География
Располагалась на левом берегу реки Поперечка (приток реки Тяжин), на расстоянии примерно 7 км по прямой к юго-востоку от села Преображенка.

## История
Основана в 1886 году. По данным на 1926 году деревня состояла из 142 хозяйств. В административном отношении являлась центром Успенского сельсовета Тяжинского района Ачинского округа Сибирского края.

## Население
| 1970 | 1979 | 1989 |
| ---- | ---- | ---- |
| 180  | ↘97  | ↘5   |

По переписи 1926 г. в деревне проживало 730 человек (347 мужчин и 383 женщин), основное население — русские.